# Мљечаница (Козарска Дубица)
Мљечаница је кнежопољско село у општини Козарска Дубица у самом средишту Козаре, у Републици Српској. Село је добило назив по истоименој рјечици која протиче кроз њега.

## Положај
Мљечаница се налази на колском путу Међувође — Пашини Конаци — Моштаница. Налази се 3 километра источно од села Међувођа, а оно се налази на путу Приједор — Козарска Дубица. Од Међувођа према Мљечаници пут је асфалтиран у дужини од 6 km, рехабилитациони центар „Бања Мљечаница“ се налази 4 km од скретања са приједорско-дубичке цесте, а мали водопад „Бук“ 12 km.
Село је смјештено у Мљечаничкој котлини у правцу запад-исток и посједује изузетно издужен облик, а читавом дужином кроз њега протиче истоимена ријека.
Село Мљечаница се дијели на Доњу и Горњу. Најчешћа презимена су Кнежевићи, Милановићи и Трубарци, следе Ћирићи, Јањузи, Дошени и Ћосићи. У Мљечаничкој котлини се налази љечилиште Бања Мљечаница. Године 2007. почело се са изградњом православне цркве, а на Свету Петку освештани су темељи цркве.

## Ријека
У подножју козарачког предјела Мраковице извире поток Мала Мљечаница, који се даљим током на запад, остављајући са своје десне стране веома стрму падину, Витловску косу, спаја са рјечицом Грачаницом која дотиче из правца пољане Пашиних Конака. Рјечице се спајају на мјесту Саставци, на најзападнијем дијелу Витловске косе, која представља узак а широк бедем у правцу исток — запад. Дужина пута од Саставака до Међувођа је 12 km.

## Историја
Током Другог светског рата у НОБ-у из Мљечанице узело је учешће 151 бораца од чега их је 117 (77,48%) погинуло.

## Демографија
Према попису из 1991. Мљечаница има 261 становника, од чега су 259 Срби.
| Демографија | Демографија | Демографија |
| Година      | Становника  | Становника  |
| ----------- | ----------- | ----------- |
| 1948.       | 561         |             |
| 1953.       | 334         |             |
| 1961.       | 408         |             |
| 1971.       | 395         |             |
| 1981.       | 345         |             |
| 1991.       | 261         |             |